# مارکو براردی
مارکو براردی (انگلیسی: Marco Berardi؛ زادهٔ ۲۵ مارس ۱۹۹۶) بازیکن فوتبال است.